# Droga wojewódzka 959
Die Droga wojewódzka 959 (DW 959) ist eine einen Kilometer lange Droga wojewódzka (Woiwodschaftsstraße) in der polnischen Woiwodschaft Kleinpolen, die Chochołów mit dem Grenzübergang zur Slowakei verbindet. Die Strecke liegt im Powiat Nowotarski.

## Streckenverlauf
Woiwodschaft Kleinpolen, Powiat Nowotarski
-  Chochołów (DW 958)
-  Grenzübergang zur  Slowakei